# جميل السلحوت
جميل حسين إبراهيم السلحوت ويشتهر جميل السلحوت (مواليد 5 يونيو 1949 في جبل المكبر، فلسطين) هو كاتب فلسطيني، وعضو مؤسس للاتحاد العام للكتاب والأدباء الفلسطينيين واتحاد الصحفيين الفلسطينيين، وعضو مجلس أمناء المسرح الوطني الفلسطيني ومسرح القصبة. عمل أيضًا مديرًا للعلاقات العامة في محافظة القدس في السلطة الوطنية الفلسطينية بين عامي 1998 و2009.

## دراسته
حصل على ليسانس الأدب العربي من جامعة بيروت العربية.

## حياته العملية
عمل مدرسًا للغة العربية في المدرسة الرشيدية الثانوية في القدس بين عامي 1977 و1990. عمل محررًا في صحف ومجلات من بينها: "الفجر" و"الكاتب" و"الشراع" و"العودة" "و"مع الناس" و"مرايا"، كما ترأس تحرير صحيفة "الصدى" الأسبوعية. كما شغل منصب مدير العلاقات العامة في محافظة القدس في السلطة الوطنية الفلسطينية بين عامي 1998 و2009.

## مؤلفاته
- «شيء من الصراع الطبقي في الحكاية الفلسطينية»، 1978
- «مضامين اجتماعية في الحكاية الفلسطينية»، 1983
- «القضاء العشائري»، 1988[5]

- «المخاض» (مجموعة قصصية للأطفال)، 1989
- «حمار الشيخ»، 2000
- «أنا وحماري»، 2003
- «الغول» (قصة للأطفال)، 2007
- «عش الدبابير» (رواية)، 2007[6]

- «كلب البراري» (مجموعة قصصية للأطفال)، 2009
- «ظلام النهار» (رواية)، 2010[7]

- «جنة الجحيم» (رواية)، 2011[8]
- «أدب السجون»، 2012[9]

- «هوان النعيم» (رواية)، 2012[10]
- «نصف الحاضر وكل المستقبل» (ندوات)، 2012[11]

- «كنت هناك: من أدب الرحلات»، 2012
- «الحصاد الماتع في ندوة اليوم السابع»، 2012[12]
- «أبو الفنون» (مسرح)، 2012[13]
- «بيارق الكلام لمدينة السلام»، 2012[14]
- «حارسة نارنا المقدسة» (ندوات)، 2012[15]

- «برد الصيف» (رواية)، 2013[16]
- «من نوافذ الإبداع»، 2013[17]
- «نور الغسق»، 2013[18]

- «العسف» (رواية)، 2014[19]

- «أميرة» (رواية)، 2014[20]

- «زمن وضحة» (رواية)، 2015[21]

- «في بلاد العم سام: من أدب الرّحلات»، 2016[22]
- «يوميات الحزن الدامي»، 2016[23]
- «عذارى في وجه العاصفة» (رواية)، 2017[24]
- «ثقافة الهبل وتقديس الجهل»، 2017[25]
- «نسيم الشوق» (رواية)، 2018[26]
- «اليتيمة» (رواية)، 2020[27]
- «أنا من الديار المقدسة»، 2020[28]

## جوائز وتكريمات
- لقب«شخصية القدس الثقافية»، وزارة الثقافة الفلسطينية، 2012[3]

## روابط خارجية
- الموقع الرسمي
- مقالاته على موقع ديوان العرب